# Sancho Ramírez
Sancho Ramírez (ur. przed 1045, zm. 4 czerwca 1094) − król Aragonii (1064-1094, jako Sancho I) oraz Nawarry (1076-1094, jako Sancho V).
Był synem króla Aragonii, Ramiro I, i Ermesindy z Bigorre. Władzę w Aragonii objął w 1061 roku, a po śmierci ojca (1064?) został królem Aragonii. W 1076 roku został wybrany na króla Nawarry po tym, jak Sancho IV zmarł bezpotomnie.
Brał udział, lub stał na czele wielu międzynarodowych wypraw ogłoszonych przez papieża (m.in. w latach 1063, 1073, 1087), które doprowadziły do podbicia Barbastro w 1065, Graus w 1083 i Monzón w roku 1089. Ostatecznie, podboje z tego okresu, znacznie przybliżyły granice Królestwa Aragonii ku Morzu Śródziemnemu.
Ok. 1065 roku ożenił się z Izabelą z Urgel (rozwiedli się w roku 1071), córką hrabiego Armengola III z Urgel. Po raz drugi ożenił się w 1076 roku, z Felicją de Roucy, córką hrabiego Hilduina III z Roucy, dzięki czemu połączył królestwa Aragonii i Nawarry. Po raz trzeci ożenił się z Filipą z Tuluzy.
Zmarł w 1094 w wyniku ran odniesionych podczas oblężenia Huesci.
Z Izabelą miał syna Piotra I, z Felicją Alfonsa I Wojownika i Ramira II Mnicha. Wszyscy trzej kolejno zasiedli na tronie Aragonii.

## W kulturze
W serii gier wideo, Crusader Kings, jednym z grywalnych władców jest Sancho Remiriz de Aragón, przedstawiony jako król Aragonu